# Emma Abbott
Emma Abbott (Chicago, 9 de dezembro de 1850 — Salt Lake City, 5 de janeiro de 1891) foi uma cantora lírica e empresária teatral americana conhecida por sua voz de soprano pura e clara de grande flexibilidade e volume.

## Biografia

### Formação
Abbott nasceu em Chicago, Illinois, filha do músico de Chicago Seth Abbott e de sua esposa Almira Palmer. Quando criança, ela e seu irmão George estudaram canto, piano, violão e violino com seu pai. A família mudou-se para Peoria, Illinois em 1854, mas o professor Abbott não conseguiu reunir um número suficiente de estudantes de música para sobreviver e a família sofreu com problemas financeiros. Para ajudar, ela e George começaram a atuar profissionalmente, quando Emma tinha nove anos de idade. Ela fez sua estreia como instrumentista (violão) e cantora em Peoria, Illinois em 1859, com George ao violino, e foi professora de violão aos treze anos.

### Carreira
Em 1866 Abbott juntou-se a uma trupe de concerto itinerante e percorreu o país. Durante suas apresentações conheceu e fez amizade com Clara Louise Kellogg. Ao ouvir Abbott em um concerto em Toledo, Kellogg fez questão de conhecê-la e incentivá-la a prosseguir na carreira da ópera e deu-lhe uma carta de apresentação. Consequentemente, Abbott estudou em Nova Iorque com Achille Errani, e fez lá a sua primeira apresentação em dezembro de 1871.
Em 1872 Abbott foi estudar em Milão com Antonio Sangiovanni. Após isto, continuou seus estudos com Mathilde Marchesi, François Wartel e Enrico Delle Sedie em Paris. Apareceu em várias produções em Paris, ganhando elogios da crítica especializada por sua pura voz de soprano. Foi premiada com um contrato com The Royal Opera de Londres e fez sua estreia no Covent Garden como Marie em La fille du régiment, em 1876. No entanto, seu contrato foi cancelado pouco depois, quando ela recusou-se a cantar Violeta de La traviata, de Giuseppe Verdi, por razões morais. Naquele mesmo ano casou secretamente com Eugene Wetherell (morto em 1889) e eles retornaram aos Estados Unidos, onde ela permaneceu pelo resto de sua vida.

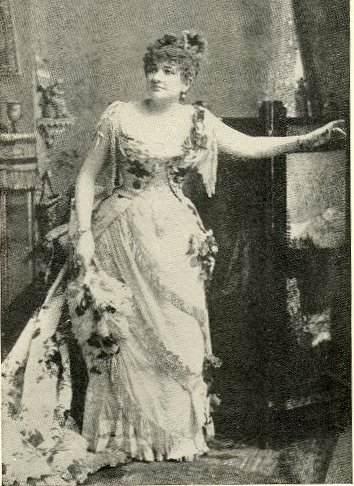
Emma Abbott

### Abbott English Opera Company
Em 23 de fevereiro de 1877, Abbott fez sua estreia operística americana em Nova Iorque, mais uma vez interpretando Marie. No ano seguinte, ela e seu marido Eugene Wetherell organizaram uma companhia de ópera conhecida pelo seu nome (a Abbott English Opera Company), que excursionou extensivamente por todo os Estados Unidos. Foi a primeira companhia de ópera formada por uma mulher nos Estados Unidos. Seu marido cuidava da parte financeira da empresa e ela do lado artístico, muitas vezes, estrelando nas produções.
A companhia ganhou uma reputação entre o público pela qualidade de suas produções e foi muito bem sucedida. Entre os papéis notáveis que Abbott cantou com a companhia estão: Julieta em Romeu e Julieta de Gounod, Virgínia em Paulo e Virgínia, Josefina em H.M.S. Pinafore, o papel principal em Martha de Flotow, Amina em La sonnambula de Bellini, e Violeta em La traviata, um papel que, desta vez, ela não recusou, porém, em vez de cantar Addio del passato, ela fez Violeta expirar com Mais Perto, Meu Deus, de Ti.
Ao longo de sua carreira, manteve o controle artístico sobre sua trupe, que às vezes chegava a 60. Embora o repertório da companhia incluísse obras das literaturas operísticas francesa, italiana e inglesa, eles sempre cantavam em inglês. Muitas das obras foram abreviadas e as canções interpoladas eram comuns. Por esta razão, a companhia e Abbott não eram populares entre os muitos críticos de música, que não estavam contentes com as alterações realizadas no repertório original. No entanto, a companhia era incrivelmente popular com o público e foi sempre bem sucedida financeiramente. Abbott tornou-se conhecida entre os americanos como a "prima donna do povo".

### Morte
Abbott continuou se apresentando até sua morte súbita e inesperada, provocada por pneumonia, em Salt Lake City, em 1891.